# Пелла (дворцово-парковый ансамбль)
Пе́лла — дворцово-парковый ансамбль конца XVIII века, который был заложен по повелению императрицы Екатерины II в 1785 году (территория современного города Отрадное).

## История
На месте современного города Отрадного, на левом берегу Невы возле Ивановских порогов, в XVIII веке находилась мыза Ивановская Ивана Ивановича Неплюева. Екатерина II приобрела её у наследников дипломата 7 ноября 1784 года для внука Александра. В соответствии с номенклатурой «греческого проекта» имение было названо Пелла — в память о древней столице Македонии, где родился Александр Македонский. По другой версии, это имя местности было дано ещё Петром I в память пролива Пеллы на Ладожском озере, разделяющего островки Лукгольский и Уксинский.
Екатерина писала в одном из писем:

… Я нахожусь… на изгибе Невы, ниже здешних порогов. В настоящую минуту эти пороги от меня вправо, и на таком же расстоянии влево я вижу из окна впадение в Неву речки Тосны. От порогов до устья Тосны материк образует большой полумесяц, в середине которого находится Пелла…
Через четыре года у меня будет прекрасный дом на этой земле; основание его уже заложено, а пока я живу в деревянном доме прежнего владельца, строении, которое скорей огромно, чем красиво.
Нева в этом месте имеет вид большого озера: множество судов, короче весь торговый груз и строительный материал Петербурга проходит мимо моих окон, и всё в эту минуту в движении на воде и на берегу…

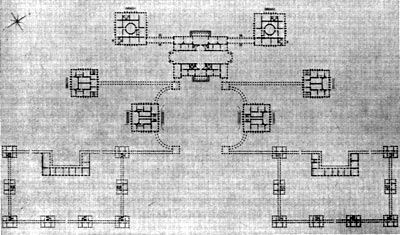
План Пеллинского дворца (арх. И. Е. Старов)

Проект будущего дворца было поручено разработать архитекторам Кваренги и Старову. После ознакомления с их предложениями Екатерина II приняла решение построить дворец по чертежам Старова и утвердила его проект в 1785 году.
Пеллинский дворец, по замыслу архитектора, должен был стать крупнейшей императорской резиденцией в России.
Весь комплекс зданий было задумано построить в виде 23 отдельных специализированных зданий, соединённых переходами-галереями. Большой дворец должен был быть окружён восемью большими жилыми и 16 служебными зданиями. Здание главного дворца планировалось построить в классическом стиле, но с невероятным размахом и величием. Длина фасада вдоль Невы — более 200 метров, вдоль Шлиссельбургского тракта (дороги, ведущей из имения в Санкт-Петербург) — 500 метров. К пристани на Неве должна была спускаться широкая каменная лестница.

Дворец Пелла состоял из нескольких отдельно стоявших строений или павильонов, отличавшихся один от другого по характеру здании. Пять из них особенно были красивы, два стояли у берега: в одном из них жила государыня, в другом помещался её двор. Между ними стоял огромный дворец, в котором особенно прекрасен был большой зал в помпейском вкусе, снабженный всевозможными для больших торжеств украшениями. По сторонам дворца шли службы, кухни, оранжереи, сараи и т. д.,- все эти постройки были соединены галереями, арками, колоннадами, так что при въезде составляли как бы одно огромное здание: обширный сад с прудами и другими украшениями был разбит в английском вкусе.

Дворцовое имение Пелла стало одним из любимых мест отдыха Екатерины II. Она говорила о строящемся дворце: «Все мои загородные дворцы только хижины по сравнению с Пеллой, которая воздвигается как Феникс».
К началу 1787 года в строительство уже было вложено 823 тысячи рублей. По одной из версий, именно в имении Пелла произошло тайное венчание императрицы Екатерины II и её фаворита Григория Потёмкина.
11 августа 1787 года в Пелле побывал граф Франсиско де Миранда, оставивший в своих записках «Путешествие по Российской империи» следующие впечатления:

…отправились посмотреть, как продвигается строительство дворца, значительная часть которого уже подведена под крышу, но, вероятно, в полном великолепии он предстанет лишь года через два. В одной из комнат старого дома видели макет, дающий ясное представление о будущем сооружении. Двадцать пять строений, соединённых удобными крытыми галереями, составляют этот, как мне кажется, огромнейший в мире дворец, по размерам близкий к античным термам. Большой зал, занимающий все первое здание, наверное, самый грандиозный из всех известных, во всяком случае зал в термах Диоклетиана, служивший храмом, и римский Пантеон много меньше. Его пропорции, как и дворца в целом, прекрасны, а весь ансамбль на расстоянии выглядит великолепно.

Мы поднялись на крышу, чтобы лучше рассмотреть строительные материалы, расположение и прочность построек. Отсюда виден Петербург. Нашли, что кирпич, хотя его и считают самым лучшим, неважный, а вот гранит, который идет на фундамент, очень хороший, белый с мелкими черными зернами, специально отобранный и прекрасно обработанный. Артельщик сказал, что за укладку тысячи кирпичей каменщику платят два с половиной рубля, вот почему подобные работы осуществляются здесь с такой легкостью.
В ноябре 1789 года в связи с русско-турецкой войной строительство было временно приостановлено. К этому времени уже были полностью построены девять основных жилых зданий и несколько галерей. Затем, в период до 1796 года, были предприняты попытки довести проект до конца, но в полном объёме дворцово-парковый ансамбль так и не был сооружён.
После смерти Екатерины II Павел I приказал разрушить постройки, приказ об этом был отдан в декабре 1796 года. С мая 1797 по начало 1801 года шесть из девяти отстроенных зданий были полностью разобраны. Материал был использован в дальнейшем на строительстве Михайловского (Инженерного) замка, Казанского собора в Санкт-Петербурге и одной из церквей.

Впрочем, от постройки уцелела одна красивой архитектуры с башенками колоннада; по преданию, это была конюшня, по другим, птичий двор; одно время это здание было занято принадлежностями конной артиллерии, деревянные казармы которой построены на месте прежде бывшего дворца. Во многих местах вокруг казарм видны следы вырытых фундаментов прежде бывших зданий.
За казармами, вправо от большой дороги, есть признаки некогда огромного сада. Он начинается круглым прудом; в средине которого круглый островок, заросший лесом; в старину со всех сторон были к нему мостики; в пятидесятых годах оставалось ещё от них нисколько догнивавших свай, а прудок был настолько глубок, что перейти вброд было невозможно; летом островок составлял красивую купу зелени. За прудком тянулась прямая, длинная аллея, деревья которой крестьяне помаленьку истребляли. Здесь существует теперь каменная церковь, построенная в 1817 году, впрочем; не на том месте, где стояла прежняя деревянная.
В Пеллинских казармах в старину помещалось много войска; до первого пожара казарм, в 1868 г., здесь стояли конно-артиллерийские легкие бригады и образцовые казачьи; с устройством новых в 1870 году-солдат было ещё больше; в 1878 г. в казармах жило до тысячи пленных турок, под караулом одной роты Новочеркасского полка.

До наших дней сохранились только здания почтового двора и конюшни (значительно разрушенные во время Великой Отечественной войны) — ныне находятся на территории завода «Пелла». Являются объектом культурного наследия России федерального значения.